# Iuntiu
Iuntiu (auch Iuntiu-seti) war die altägyptische Bezeichnung der nomadischen Wüstenvölker. Herodot und Strabon nannten diese Volksgruppe abwertend Troglodyten. Periplus Maris Erythraei beschrieb sie verächtlich als „Fischesser, die in verstreuten Höhlen in engen Tälern wohnen“. 

## Hintergrund

### Etymologie
Die Übersetzung des Namens Iuntiu wird unter den Ägyptologen kontrovers diskutiert. Siegfried Schott sieht eine Ableitung aus der Bezeichnung „Pfeiler“ (Iun). Jene Pfeiler dienten als Wegmarkierung zu den Kupferbergwerken auf der Sinai-Halbinsel und könnten daher für die Benennung der dort lebenden Stämme gedient haben. Wolfgang Helck zieht das altägyptische Wort „Bogen“ (Iunet) als weitere Möglichkeit in Erwägung, welches ganz allgemein für die feindlichen Völker Ägyptens verwendet wurde.

### Prädynastische Zeit

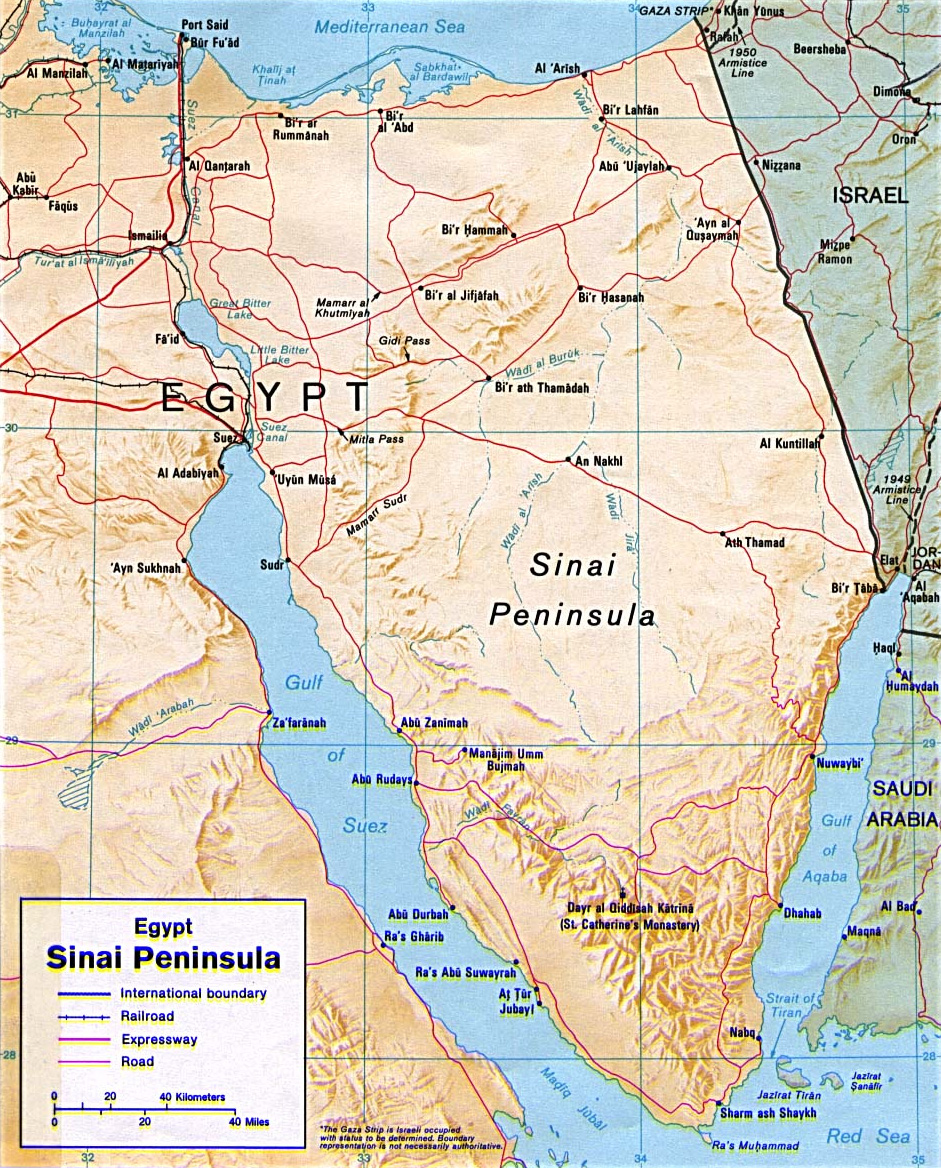
Karte der Sinai-Halbinsel

Die asiatischen Iuntiu gehörten zu den Volksstämmen der arabischen Wüste sowie des Sinai. In prädynastischer Zeit tauchten sie als Feinde Ägyptens öfter bei Kämpfen im östlichen Nildelta auf. Die in der nubischen Wüste lebenden Iuntiu-Stämme erhielten später den Namensanhang seti, der sich auf Ta-seti bezog und im Alten Reich Namensgeber für den ersten oberägyptischen Gau war. 

### Dynastische Zeit
Seit der 1. Dynastie sahen die Ägypter den asiatischen Stamm der Iuntiu zumeist als Rebellen an, die das Gebiet des Wadi Maghara im Sinai bewohnten. Da Wadi Maghara mehrere Kupferbergwerke beherbergte, stellte diese Region deshalb immer wieder das Ziel ägyptischer Angriffe dar und konnte erst in der 3. Dynastie unter Kontrolle gebracht werden. Dennoch kam es immer wieder zu Aufständen der Iuntiu; beispielsweise berichtete Cheops von der Niederwerfung der Iuntiu im Wadi Maghara und fügte auf der bildlichen Darstellung das Determinativ des geschlagenen Feindes bei. 
Im weiteren Verlauf der altägyptischen Geschichte änderte sich durch den Namenszusatz die geografische Zuweisung und Bedeutung. Der Begriff Iuntiu-seti stand nun hauptsächlich als Synonym für verschiedene nubische Stämme, die auch teilweise als Bogenschützen im ägyptischen Heer dienten. 
Im Neuen Reich sind mehrere Aufstände der Iuntiu-seti belegt. Auf der nördlichen Außenwand des großen Karnak-Tempels sind sie von Sethos I. als besiegte Feinde dargestellt. Ob zu den weiteren Iuntiu-Stämmen auch die Bewohner der libyschen Wüste zählten, konnte bislang in der Ägyptologie nicht geklärt werden.